# Živosrebrni termometer
Živosrebrni termométer ali živosrebŕni toplomér je merilna priprava za določanje temperature, katere delovanje temelji na temperaturnem raztezanju živega srebra. Sestavljen je iz steklene cevke, napolnjene z živim srebrom. Prostornina živega srebra se z naraščajočo temperaturo povečuje. Temperaturo odčitamo tako, da pogledamo, do katere oznake na cevki sega stolpec živega srebra. Zaradi natančnejšega odčitavanja je na enem koncu steklene cevke bučka, ki vsebuje večino živega srebra; raztezanje in krčenje prostornine živega srebra je tako v cevki s tankim presekom sorazmerno večje.

## Fizikalne osnove delovanja
Od česa je odvisno, za koliko se pri segrevanju spremeni prostornina snovi? Očitno je absolutni prirastek tem večji, čim več snovi imamo. Odvisen je tudi od tega, za kolikšno spremembo temperature (dT) gre, in dokler spremembe niso prevelike, smemo vzeti, da je prirastek (dV) kar premosorazmeren spremembi temperature:
{\displaystyle dV=\beta \,V\,dT}
Sorazmernostni koeficient β z enoto K-1 imenujemo
temperaturni koeficient prostorninskega raztezka. Če zgornjo enačbo zapišemo malo drugače, ga lahko eksplicitno izrazimo:
{\displaystyle \beta ={\frac {1}{V}}{\frac {dV}{dT}}}
Koeficient β pove relativno spremembo prostornine snovi pri spremembi temperature 1 K. Odvisen je predvsem od vrste snovi, pri dani snovi pa se lahko tudi spreminja s temperaturo.